# Nicolas-André Monsiau

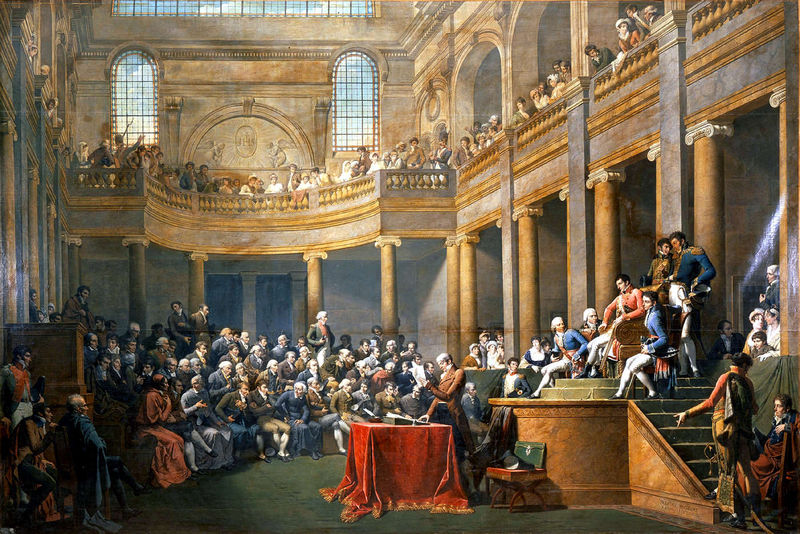
Consulta de la República Cisalpina per a rebre el Primer Cònsul de Napoleó, 26 de gener de 1802 (1808)

Nicolas-André Monsiau (1754 – 31 de maig de 1837) va ser un pintor francès. El caracteritza el seu estil a la manera del de Nicolas Poussin durant l'era del Neoclassicisme.
Va assistir a l'Académie royale de peinture et de sculpture de París que aleshores dirigia Jean-François-Pierre Peyron. Gràcies al marquès de Corberon, estudià també a l'Acadèmia Francesa de Roma des de 1776.
Va tenir la influència del pintor Jacques-Louis David
La seva pintura més coneguda és Zeuxis escollint entre les noies més belles de Crotona, i va ser exhibida al Salon de 1791, Monsiau il·lustrà una anècdota del pintor Zeuxis, recordada en la Història Naturla de Plini.
Monsiau va estar entre els primers pintors d'història en mostrar escenes de la històriamoderna que no eren pas commemoracions de batalles. Pintà Molière llegint Tartuffe a la casa de Ninon de L'Enclos. També pintà a Lluis XVI donant instruccions a La Pérouse.
Entre els seus deixebles hi ha Louis Letronne (1790–1842), que va fer un famós dibuix a llapis de Ludwig van Beethoven.